# Чутливість (техніка)
Чутливість (техніка) — здатність технічного об'єкта реагувати певним чином на певний малий вплив, а також кількісна характеристика цієї здатності.

## Чутливість в електроакустиці
- Чутливість звуковипромінюючої голівки — відношення середнього звукового тиску, що розвивається звуковою голівкою в номінальному діапазоні частот на робочій осі на відстані 1м від робочого центру, до кореня квадратного з підведеної електричної потужності.
- Чутливість мікрофона — відношення електричної напруги на виході мікрофона до звукового тиску, що діє на нього при заданій частоті (як правило, 1000 Гц), виражене в мілівольтах на паскаль (мВ/Па). Чутливість мікрофона вимірюється також в децибелах (дБ):

1 дБ = 10·2·lg (V1/V0),
де V0 = 1В/Па.
Таким чином, чутливість 2мВ відповідає 20·lg(2/1000)= -54дБ, а 12мВ — 20·lg(12/1000) = -38дБ. Тобто, чим ближче до 0 (іноді знак «мінус» опускають) значення чутливості в дБ, тим вища чутливість мікрофона.

## Чутливість автоматичної системи керування
Чутливість системи автоматичного керування — залежність динамічних властивостей системи автоматичного керування (САК) від  будь-яких відхилень її параметрів і характеристик від значень, взятих за початкові. Як прямі оцінки чутливості прийнято використовувати так звані функції чутливості, що грають велику роль у кількісній оцінці ступеня впливу варіацій параметрів системи на її динамічної властивості. Ці питання розглядаються самостійним напрямом технічної кібернетики — теорією чутливості, методи якої ґрунтуються на використанні функцій чутливості або градієнтів досліджуваних якостей системи. Теорія чутливості у тісній взаємодії з теорією автоматичного керування дозволяє в ряді випадків вказати шляхи здійснення безпошукового самоналагодження систем.

## Чутливість засобу вимірювання
Чутливість засобу вимірювання — властивість засобу вимірювання, що визначається відношенням вихідного сигналу цього засобу до зміни вимірюваної величини, що його викликає

## Чутливість радіоприймача
Чутливість радіоприймача — здатність радіоприймача приймати слабкі за інтенсивністю радіосигнали і кількісний критерій цієї здатності. Останній у багатьох випадках визначається як мінімальний рівень радіосигналу в приймальній антені (електрорушійна сила, що наводиться сигналом в антені і виражається зазвичай в мВ чи мкВ , або напруженість поля поблизу антени, виражена в мВ/м), при якому корисна інформація, що міститься в радіосигналі, ще може бути відтворена з необхідною якістю (з достатніми гучністю звучання, контрастністю зображення і т.п.). 

## Чутливість фотоприймача
Чутливість фотоприймача — відношення зміни електричної величини на виході фотоприймача, викликаного падаючим на нього світловим випромінюванням, до інтенсивності цього випромінювання.